# Долген ам Зе
Долген ам Зе (њем. Dolgen am See) општина је у њемачкој савезној држави Мекленбург-Западна Померанија. Једно је од 62 општинска средишта округа Гистров. Према процјени из 2010. у општини је живјело 735 становника. Посједује регионалну шифру (AGS) 13053103.

## Географски и демографски подаци
Долген ам Зе се налази у савезној држави Мекленбург-Западна Померанија у округу Гистров. Општина се налази на надморској висини од 32 метра. Површина општине износи 33,0 km². У самом мјесту је, према процјени из 2010. године, живјело 735 становника. Просјечна густина становништва износи 22 становника/km².